# WorldRemit
WorldRemit — онлайн-сервіс грошових переказів, що надає послуги міжнародних грошових переказів по всьому світу. Заснований у 2010 році Ісмаїлом Ахмедом, Кетрін Вайнс і Річардом Iґое, компанія є венчурним капіталом компаній  Accel Partners і Technology Crossover Ventures (TCV). З 2018 року в компанії нараховувалось близько 3 мільйонів користувачів.

## Історія
WorldRemit заснував в 2010 році д-р Ісмаїл Ахмед, колишній радник програми розвитку Організації Об'єднаних Націй. Пан Ахмед почав розробляти WorldRemit під час навчання за програмами MBA в Лондонській Школі Бізнесу. Він сказав, що ідея онлайн-сервіс грошових переказів був частково під впливом його власного негативного досвіду відправки грошей родичам в Сомаліленд, використовуючи оффлайн, агентські послуги.
WorldRemit підтримують венчурні компанії Accel Partners та Technology Crossover Ventures (TCV).
У лютому 2015 року компанія оголосила про проведення раунду фінансування серії B на суму $100 млн під керівництвом TCV. Також було оголошено, що генеральний партнер TCV Джон Розенберг приєднається до ради директорів компанії.
У жовтні 2018 оголосив, що засновник Ісмаїл Ахмед входить у роль виконавчого голови і компанія буде мати Бреона Коркорана генеральним директором.
Фірма має мережу з понад 5 000 коридорів. Вона підключена до послуг мобільних грошей по всьому світу, включаючи Zaad (Сомаліленд), M-Pesa (Кенія), MTN (Африка та Азія) та bKash (Бангладеш). Станом на жовтень 2019 року вона може надсилати кошти у 115 різних країн; сюди входять усі африканські країни, окрім Судану, Південного Судану, Есватіні, Еритреї, Лівії та Алжиру.